# Neophasia menapia
Neophasia menapia  ist ein Schmetterling (Tagfalter) aus der Familie der Weißlinge (Pieridae).

## Merkmale

### Falter
Die Flügelspannweite der Falter beträgt 45 bis 58 Millimeter. Sie haben eine weiße Flügelgrundfärbung. Auf der Oberseiten der Vorderflügel verläuft eine schmale schwarze Binde von der Flügelwurzel, den Vorderrand entlang und endet im Diskoidalfleck. Mit diesem Merkmal ist die Art unverwechselbar. Eine breite, dunkle Binde in der Submarginalregion reicht nicht bis zum Innenrand und hat nahe dem Apex einige helle Schatten. Auf Ober- und Unterseite der weißen, zeichnungslosen Hinterflügel treten die Adern deutlich in schwarzer Farbe hervor.

### Ei, Raupe, Puppe
Die blaugrünen Eier haben angenähert die Form eines an den Enden gerundeten Doppelkegels, an deren Oberteil sich eine kleine weißliche Krone befindet. Sie sind auf der gesamten Oberfläche mit Querrippen versehen und werden in einer Reihe zwischen drei und 22 Stück auf der Nadel einer Nahrungspflanze abgelegt.
Erwachsene Raupen sind grün gefärbt, schimmern zuweilen leicht violett und sind mit weißen Längslinien versehen. Am Ende befinden sich zwei kurze Schwänzchen.
Die Stürzpuppe der Männchen ist gelbgrün, diejenige der Weibchen dunkelbraun gefärbt und mit gelbweißen Linien versehen.

## Verbreitung und Lebensraum
Das Verbreitungsgebiet von Polygonia faunus erstreckt sich von British Columbia Richtung Süden durch die westlichen und einige mittlere Bundesstaaten der USA bis nach Kalifornien. Die Art besiedelt bevorzugt mit Kiefern (Pinus) (englisch: Pine) bestandene Wälder, weshalb sie im englischen Sprachgebrauch auch als Pine White bezeichnet wird.

## Lebensweise
Die Art bildet eine Generation pro Jahr aus. Hauptflugzeit sind die Monate Juli bis September. Die Falter saugen zur Aufnahme von Nahrung gerne an Blüten. Junge Raupen leben gesellig, ältere einzeln. Versponnenen Nester werden nicht angelegt. Sie ernähren sich von den Nadeln einer Vielzahl verschiedener Kieferngewächse (Pinaceae), insbesondere der Gelb-Kiefer (Pinus ponderosa). Zu den weiteren Nahrungspflanzen zählen auch folgende Nadelhölzer: Westamerikanische Hemlocktanne (Tsuga heterophylla), Balsam-Tanne (Abies balsamea), Küsten-Tanne (Abies grandis) oder Sitka-Fichte (Picea sitchensis). Als Forstschädling treten sie nur äußerst selten auf. Die Art überwintert als Ei.

## Unterarten
Neben der Nominatform Neophasia menapia menapia werden folgende Unterarten unterschieden:
- Neophasia menapia magnamenapia
- Neophasia menapia melanica
- Neophasia menapia tau
- Neophasia menapia tehachapina